# Zora la vampira
Zora la vampira —o simplemente Zora— fue una historieta vampírica erótica italiana dibujada por Birago Balzano y escrita por Giuseppe Pederiali; su primera edición data de 1972.

## Trayectoria
Tras Jacula, se la considera como uno de los cómics de vampiros con un éxito relativamente similar —aunque trató de imitarla— que se publicó inicialmente por Segi y posteriormente por Edifumetto hasta fines de 1985, con un total de 288 números y 12 especiales. Además, una serie de 100 reediciones se realizaron mientras la serie se hallaba en curso.
En España fue publicada por Ediciones Zinco.

## Adaptaciones a otros medios
Una película homónima se realizó en 2000 con guion y dirección de Antonio Manetti y Marco Manetti; los protagonistas fueron Toni Bertorelli, Micaela Ramazzotti y Raffaele Vannoli.